# Navas de Quejigal
Navas de Quejigal es una localidad del municipio de Canillas de Abajo, en la comarca del Campo de Salamanca, provincia de Salamanca, España. 

## Toponimia
Su nombre deriva de Las Navas, denominación con la que venía registrada la localidad en el siglo XIII, a la que se añadiría "de Quejigal" por la localidad vecina de Quejigal, cuyo nombre derivaba a su vez del Quexigal con que se registraba en época altomedieval.

## Historia
La fundación de Navas de Quejigal se remonta a las repoblaciones efectuadas por los reyes leoneses en la Alta Edad Media, que lo ubicaron en el cuarto de Baños de la jurisdicción de Salamanca, dentro del Reino de León.
Con la creación de las actuales provincias en 1833, Navas de Quejigal, aún como municipio independiente, quedó encuadrado en la provincia de Salamanca, dentro de la Región Leonesa.
Finalmente, en torno a 1850, el hasta entonces municipio de Navas de Quejigal quedó integrado en el de Canillas de Abajo, al que pertenece actualmente.

## Demografía
En 2017 Navas de Quejigal contaba con una población de 1 habitante (INE 2017), nivel poblacional que no ha variado en todo el siglo XXI.
| Gráfica de evolución demográfica de Navas de Quejigal entre 2000 y 2017                  |
|                                                                                          |
| Fuente: Instituto Nacional de Estadística de España - Elaboración gráfica por Wikipedia. |